# Anna Maria Balboni Ravegnani
Anna Maria Balboni Ravegnani, nata Anna Maria Balboni (Ferrara, 5 agosto 1923 – Cervia, 11 novembre 2023), è stata una sciatrice nautica e pattinatrice italiana, primatista mondiale di velocità sul chilometro lanciato nel 1970.

## Biografia
Nacque da una famiglia di origini piemontesi; fu sposata con Paolo Ravegnani (di cui prese il cognome), imprenditore, campione italiano juniores di salto in alto e figlio del poeta e letterato Giuseppe. Fin da bambina partecipò a diverse gare sui pattini a rotelle. Iniziò poi col pattinaggio artistico ed entrò a far parte della Nazionale Azzurra di pattinaggio. Partecipò a diverse gare nazionali e internazionali, tra cui quella di Zurigo, alla fine degli anni trenta. In quegli anni praticò anche lo sci alpino e giunse seconda alla Coppa Cortina.
Nelle ore libere cominciò a praticare lo sci d'acqua; ottenne subito buoni risultati. Così, aiutata, consigliata, sostenuta dal marito Paolo, si allenò trainata dallo scafo di un amico, Loriano Natali.
Conseguì record ed ebbe onorificenze, tanto da essere chiamata la delfina dell’Adriatico. Fu più volte primatista italiana e mondiale di velocità sugli sci d’acqua e la prima donna, nel 1969, a compiere la traversata Pola-Cervia. 
Si è spenta nel 2023, a poco più di cent'anni.

## Vita privata
Visse a Pinarella di Cervia nel suo albergo La Villa che gestì sempre in prima persona.
Ebbe tre figli, tra cui Enrico.

## Primati
- 1969
  - 24 luglio - trainata dallo scafo dell'ing. Signoretti, attraversa l'Adriatico, da Pola a Cervia, in 3 h, 17 ', 56, ad una media di 70 km/h. A 46 anni è la prima donna a riuscire in questa impresa[5]
- 1970
  - 27 luglio - riattraversa l'Adriatico in 3 h, 1' 32", trainata da uno scafo Riva Super Tritone dotato di due motori da 400 HP, pilotato da Kefer Zoffoli.
  - 5 settembre - ritenta il record dell'attraversata Pola- Cervia che l'australiana Mary Me Millan nel frattempo le aveva tolto ma per un errore di rotta impiega 48 secondi in più rispetto al record dell'australiana e conclude l'attraversata in 2h 23' 51"
  - 4 ottobre - si aggiudica per il secondo anno consecutivo il titolo di campionessa italiana di velocità
  - 5 dicembre - Lezzeno (Como), trainata dal motonauta campione mondiale Eugenio Molinari e da Henry Lutter con il suo motoscafo Miss Pepsi, stabilisce il nuovo primato mondiale di velocità sul chilometro lanciato alla media di Km. 82,379
  - Al Lido delle Nazioni (Ferrara), stabilisce il nuovo primato mondiale anche per i 10 Km
  - Diventa campionessa Italiana di velocità vincendo tutte le gare
- 1971 
  - vince ancora una volta il campionato italiano di velocità
- 1972
  - 13 maggio - è l'unica donna a partecipare e concludere la Maratona sull’acqua Pavia - Venezia di circa 410 km. in 7h, 43', 33".[4][6]

## Riconoscimenti
- 21-10-2013 - Il comune di Ferrara le assegna un premio alla carriera.[1]